# Pilèmenes
|  | No s'ha de confondre amb Pilèmenes de Bitínia o Pilèmenes de Paflagònia. |

Segons la mitologia grega, Pilèmenes (grec antic: Πυλαιμένης, llatí: Pylaemenes) fou un rei de Paflagònia que va lluitar a la guerra de Troia. Era considerat fill de Bisaltes, aliat dels troians. Va ser pare d'Harpalió, que també va combatre amb els troians i va morir a mans de Meríones. Pilèmenes va caure davant de Menelau o d'Aquil·les, però, tot i que la seva mort s'explica al cant V de la Ilíada, reapareix en el cant XIII, en el seguici fúnebre del seu fill.